# Hemiphragma heterophyllum
Hemiphragma heterophyllum är en grobladsväxtart som beskrevs av Nathaniel Wallich. Hemiphragma heterophyllum ingår i släktet Hemiphragma och familjen grobladsväxter.

## Underarter
Arten delas in i följande underarter:
- H. h. dentatum
- H. h. pedicellatum